# جمعية تايكواندو إيران
جمعية التايكواندو الإيرانية أول مؤسسة مدنية (غير حكومية) في الرياضة الإيرانية.
بدأت هذه الجمعية نشاطها رسمياً منذ عام 2001 بترخيص من وزارة الداخلية والسلطة القضائية في إيران. مؤسس الجمعية ورئيسها دکتور علي حق شناس.

## الأنشطة
إن جمعية التايكواندو الإيرانية وفضلاً عن تأسيس أولى مدارس تدريب التايكواندو في إيران
قد أقامت حتى الآن عشرات الدورات من سباقات البطولة لمختلف الفئات العمرية ،
و تلقى التدريب تحت إشرافها العديد من المدربين والحكام الرسميين لرياضة التايكواندو.

## الرفض الحكومي
تواجه جمعية التايكواندو الإيرانية رفضاً لنشاطها من قبل النظام الرياضي الحكومي
و الاتحاد الإيراني الحكومي للتايكواندو ، وقد ظهر هذ الرفض بطرق وأشكال مختلفة منها إصدار تعاميم إلى المحافظات والمدن الإيرانية .

## وصلات خارجية
- Official Impunion website
- Fars News Agency
- إيران تايكوندو association نسخة محفوظة 22 أكتوبر 2010 على موقع واي باك مشين.
- BBC Persian
- Iranian Student News Agency
- Iran Newspaper